# Даббаху
Даббаху — вулкан, расположенный в пустыне Данакиль в удалённом районе Афар в Эфиопии. Вулкан Дабаху представляет собой составную часть так называемого «афарского треугольника» — зоны сильной вулканической активности, включающей вулкан Эртале. Извержение 2005 года привело к образованию большой трещины земной коры, известной как «разлом Даббаху». Вулкан считается самым горячим местом на поверхности Земли.

## Извержение 2005 года
Единственное известное извержение вулкана Даббаху произошло 26 сентября 2005 года. Предвестниками извержения стало множество небольших землетрясений, всего около 130, магнитуда самого сильного из них достигла 4,2 по шкале Рихтера. Извержение началось в 5 км к северо-востоку от вершины. Поднявшийся пепел привёл к тому, что на три дня зона вокруг вулкана погрузилась в темноту.
В результате извержения сформировалась трещина длиной 500 м, с клином из пемзы шириной 30 м на южной оконечности разлома. Пепел долетел до административного центра района Теру, расположенного в 40 км к юго-западу от вулкана.

## Тектоника плит
Вулкан расположен вдоль сомалийской плиты. Учёные прогнозируют, что земля вдоль этой области, известной как Великая рифтовая долина, в конце концов разойдётся, и на этом месте появится новый океан, таким образом, восточная Эфиопия станет островом, а на другом берегу — Джибути.

## Формы жизни
Учёные проводят исследования по поиску экстремофилов в зоне вулкана.